# Тривкість гірських порід

Три́вкість гірськи́х порі́д (англ. rock hardness) — загальноприйняте умовне поняття, яке символізує сукупність механічних властивостей мінералів, що виявляється в різних технологічних процесах при видобутку і переробці корисних копалин. Тривкість — здатність гірських порід чинити опір руйнуванню під дією зовнішніх сил. Тривкість залежить від твердості, в'язкості, крихкості, пружних властивостей, мінералогічного складу і структури, щільності та кліважу. Тривкість зростає зі збільшенням сил зв'язку між частинками і окремостями гірських порід та вмісту міцних мінералів в породі і знижується, як правило, при зволоженні.
За М. М. Протодьяконовим виділено 10 категорій тривкості. Метод експериментального визначення коеф. тривкості (Ктр), запропонований М. М. Протодьяконовим, оснований на відносній оцінці роботи, затраченої на дроблення гірської породи вантажем масою 2,4 кг, що вільно падає з вис. 0,6 м.
Найтривкішими є магматичні породи, найменш тривкими — пливуни.